# Phomopsis coffeae
Phomopsis coffeae är en svampart som beskrevs av Bond.-Mont. 1936. Phomopsis coffeae ingår i släktet Phomopsis och familjen Diaporthaceae.   Inga underarter finns listade i Catalogue of Life.